# Andreas Herrmann (Biophysiker)
Andreas Herrmann (* 4. August 1953 in Altenburg)  ist ein deutscher Biophysiker (molekulare Biophysik).
Herrmann studierte an der Humboldt-Universität zu Berlin mit der Promotion A 1981 und der Promotion B 1986 (Dissertation bzw. Habilitation im damaligen, an der Sowjetunion angelehntem System der DDR). Er war 1981 bis 1993 wissenschaftlicher Oberassistent an der Humboldt-Universität und erhielt dort 1993 eine Professur.
Er befasste sich mit Lipidmembranen von Zellen und der Dynamik von Lipiden darin. Weiterhin befasst er sich mit molekularen Mechanismen der Infektion von Zellen mit Viren wie Influenza, HIV, VSV, der Wechselwirkung neurodegenerativer Proteine mit Membranen, Strukturierung und Funktionalisierung biomimetischer Oberflächen mit synthetisch hergestellten Biomolekülchimären und der Auswirkung der Fluktuation der Anzahl von Boten-RNA auf die Regulierungsprozesse in der Zelle. Er setzt mit seiner Arbeitsgruppe hochauflösende Fluoreszenzmikroskopie, Rasterkraftmikroskopie und Optische Pinzetten ein.
2001 erhielt er den Gay-Lussac-Humboldt-Preis.

## Schriften (Auswahl)
- mit Philippe Devaux (Hrsg.): Transmembrane dynamics of lipids, Wiley 2012